# Greatest Hits (에어로스미스의 음반)
《Greatest Hits》는 나중에 《Greatest Hits 1973–1988》로 재발매된 미국의 하드 록 밴드 에어로스미스의 첫 번째 컴필레이션 음반으로, 1980년 11월 11일, 컬럼비아 레코드에서 발매되었다.

## 발매 및 평가
| 전문가 평가              | 전문가 평가 |
| 평가 점수                | 평가 점수   |
| 출처                     | 점수        |
| ------------------------ | ----------- |
| Allmusic                 | [ 3 ]       |
| Christgau's Record Guide | A−          |

에어로스미스 공식 웹사이트에는 《Greatest Hits》의 발매일이 1980년 10월로 나와 있고, 음반은 원래 1980년 10월 24일에 발매될 예정이었으나, 1980년 11월 11일로 연기되었다.
일부 트랙은 원래 버전에서 크게 편집되었다. 〈Same Old Song and Dance〉의 싱글 버전이 사용되었으며, 거의 1분 동안 편집되었다. 또한 《Get Your Wings》에서는 들을 수 없었던 대체 가사도 포함되어 있었다. 원래 가사는 "Gotcha with the cocaine, found with your gun"였다. 컴필레이션에 포함된 대체 가사는 "You shady lookin' loser, you played with my gun"였다. 〈Sweet Emotion〉도 싱글 버전을 사용했으며, 첫 번째 코러스로 시작하여 현재 유명한 토크 박스 인트로를 잘라내고 코다가 반복적인 코러스로 대체되어 사라졌다. 〈Kings and Queens〉도 편집되어 인트로와 특정 다른 부분을 잘라냈다. 〈Walk This Way〉는 약간 편집되어 첫 번째 코러스를 두 번이 아닌 한 번 외쳤다. 나머지 트랙들은 그대로 유지되었다.
1997년 4월 21일, 약간 수정된 버전인 《Greatest Hits 1973–1988》가 미국 외 지역에 발매되었으며, 편집된 버전의 10곡은 그대로 유지되었다. 또한 같은 시대의 다섯 곡이 추가되었으며, 1991년 버전의 〈Sweet Emotion〉과 라이브 버전의 〈One Way Street〉도 추가되었다.
《Greatest Hits》는 2021년에 12배 플래티넘 인증을 받은 미국 밴드의 최고 미국 음반 산업 협회 인증 음반이다.

## 곡 목록

### 오리지널 버전
| #  | 제목                                    | 작사·작곡             | 재생 시간 |
| -- | --------------------------------------- | --------------------- | --------- |
| 1. | 〈Dream On〉                            | 스티븐 타일러         | 4:24      |
| 2. | 〈Same Old Song and Dance (싱글 버전)〉 | 타일러, 조 페리       | 3:02      |
| 3. | 〈Sweet Emotion (싱글 버전)〉           | 타일러, 톰 해밀턴     | 3:02      |
| 4. | 〈Walk This Way〉                       | 타일러, 페리          | 3:30      |
| 5. | 〈Last Child〉                          | 타일러, 브래드 휫퍼드 | 3:26      |

| #  | 제목                               | 작사·작곡                                          | 재생 시간 |
| -- | ---------------------------------- | -------------------------------------------------- | --------- |
| 1. | 〈Back in the Saddle〉             | 타일러, 페리                                       | 4:39      |
| 2. | 〈Draw the Line〉                  | 타일러, 페리                                       | 3:21      |
| 3. | 〈Kings and Queens (싱글 버전)〉   | 타일러, 휫퍼드, 해밀턴, 조이 크레이머, 잭 더글러스 | 3:46      |
| 4. | 〈Come Together〉                  | 존 레논, 폴 매카트니                               | 3:44      |
| 5. | 〈Remember (Walking in the Sand)〉 | 조지 모턴                                          | 4:03      |

## 인증
| 국가                                                            | 인증         | 판매량/출하량 |
| --------------------------------------------------------------- | ------------ | ------------- |
| 캐나다 (뮤직 캐나다)                                            | 플래티넘     | 100,000^      |
| 일본 (RIAJ) 1997 reissue                                        | 골드         | 100,000^      |
| 영국 (BPI) original release                                     | 골드         | 100,000^      |
| 영국 (BPI) 1997 reissue                                         | 실버         | 60,000        |
| 미국 (RIAA)                                                     | 12× 플래티넘 | 12,000,000    |
| ^출하량을 기반으로 한 인증 · 판매량+스트리밍을 기반으로 한 인증 |              |               |